# Joe Pepitone
Joe Pepitone (Brooklyn, Nueva York; 9 de octubre de 1940 – Kansas City, Misuri; 13 de marzo de 2023) fue un beisbolista de los Estados Unidos que jugó en las posiciones de primera base y outfielder con cuatro equipos en 12 temporadas en la MLB, ganó una Serie Mundial, tres guantes de oro y tres apariciones en el Juego de las Estrellas.

## Carrera
Fue firmado como agente libre en agosto de 1958 por los New York Yankees, siendo mandado a la filial D de Auburn, Nueva York. Cuatro años después llega al equipo profesional como suplente de Moose Skowron en la primera base, donde promedió.239 en 63 partidos en 1962, año en el que ganó la Serie Mundial ante los San Francisco Giants en siete partidos.

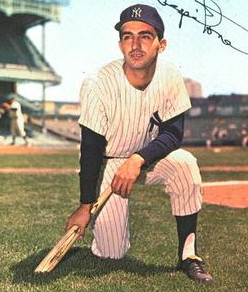
Pepitone en los años 1960.

Al año siguiente mandan a Skowron a Los Angeles Dodgers y pasa a ser el primera base titular, aumentando sus números a promedio de.271, 27 cuadrangulares y 89 carreras impulsadas en 1963. Ese mismo año volvería a la Serie Mundial, en la cual serían barridos en cuatro juegos por Los Angeles Dodgers. En la siguiente temporada mantuvo sus números a la ofensiva y ayudo a los Yankees a llegar por tercera vez a la Serie Mundial, la cual perderían en siete partidos ante los St. Louis Cardinals.
Sale de los Yankees en 1969 luego de ganar su tercer Guante de Oro, y pasa a los Houston Astros en un cambio por Curt Blefary, cambio que no le gustó para nada al punto que buscaba el retiro en julio de 1970.
Los Astros venden a Pepitone por waivers a los Chicago Cubs la semana siguiente, para tomar el lugar de Ernie Banks en la primera base y se retiraría en marzo de 1972 por desinterés en el juego, pero sería temporal porque regresaría a los Cubs semanas después.
Los Cubs envían a Pepitone a los Atlanta Braves a cambio de Andre Thornton y dinero el 19 de mayo de 1973. En Atlanta solo jugó tres partidos, después anunció sus intenciones de retirarse.
Pepitone anunció sus intenciones de continuar su carrera en Japón. En junio de 1973 Pepitone aceptó una oferta por 70 $,000para jugar con los Yakult Atoms en la Nippon Professional Baseball Central League. En Julio regresó a Estados Unidos. En su tiempo en Japón apenas tuvo un promedio de.163 con un cuadrangular y 2 carreras impulsadas en 14 partidos. Pepitone pasó sus días en Japón ausentándose de partidos por supuestamente por lesiones, pero la razón real era por ir a las discotecas.

## Tras el retiro

### Memorias
Jim Bouton escribió sobre Pepitone en su libro de 1970 Ball Four. Bouton mencionó que Pepitone era un "don nadie" con una bolsa con productos para la caída del cabello por su calvicie y que a veces usaba peluca.
En enero de 1975 Pepitone publicó sus memorias basadas en su carrera como beisbolista, llamado Joe, You Coulda Made Us Proud. El libro recibió buena atención por varias de sus revelaciones, particularmente por su padre abusivo y por sus conductas autodestructivas. Más tarde ese año, posó desnudo para la revista Foxy Lady, con una foto frontal.

### Softbol Profesional
A finales de los años 1970 e inicios de los años 1980, aparecieron varios jugadores de softbol formaron equipos en Estados Unidos para desarrollar talento a nivel aficionado. La American Professional Slo-Pitch League (APSPL) fue la primera liga en nacer, iniciando una era de experimentación en el deporte profesional. La APSPL fue formada en 1977 por el exejecutivo de la World Football League Bill Byrne, quien más tarde formaría la Women's Professional Basketball League. La ex-estrella de los New York Yankees Whitey Ford fue el primer comisionado de la liga.
Prominentes atletas de otros deportes aparecieron cuando el deporte fue establecido. Veteranos de la MLB como Jim Rivera, Curt Blefary y Milt Pappas eran entrenadores en esos equipos. Aparecían jugadores de la National Football League como Billy "White Shoes" Johnson y Bob Lurtsema, y jugadores retirados de la Major League Baseball como Ralph Garr, Norm Cash, Jim Price, Darrel Chaney, Jim Northrup, Mickey Stanley, Dick McAuliffe y Zoilo Versalles. Pocos tuvieron éxito en el softball profesional, jugaban medio tiempo y en roles promocionales.
La notable excepción fue el retirado Pepitone, quien jugó para el Trenton Statesmen. Pepitone tuvo buenos números en 1978 (110-225,.489, 14 HRs, 61 RBIs) y 1979 (50-122,.410, 9 HRs, 30 RBIs). Los Detroit Caesars ofrecieron 30 000 $ a los Statesmen por el contrato de Pepitone en 1978, pero la oferta fue rechazada. Luego de que la franquicia de New Jersey desapareciera en 1979, Pepitone jugó en la primera base en Chicago Nationwide Advertising de la North American Softball League (NASL) en los años 1980. Pepitone pudo haber sido suspendido por un año por "conducta en detrimento del softball profesional" cuando el Comisionado de la NASL Robert Brown lo suspendió por 6 partidos y al final se perdió la temporada en agosto por una lesión. Los Yankees lo contrataron como instructo de bateo en las Ligas Menores al final de la temporada de la NASL, con lo que finalizaba su carrera en el softball profesional.

### Entrenador en la MLB
En octubre de 1980 Pepitone fue contratado como instructor de bateo en las Ligas Menores por los Yankees y llegó al primer equipo en junio de 1982. Sería reemplazado por Lou Pinella en agosto de ese verano. El dueño de los Yankees George Steinbrenner vuelve a contratar a Pepitone en 1988 luego de salir de prisión como desarrollador de jugadores en las Ligas Menores. Pepitone recibió su anillo de Serie Mundial en 1999 por su relación con los Yankees. Posteriormente lo vendió en una subasta.

## Vida personal
Pepitone junto a otros dos hombres fue arrestado en Brooklyn el 18 de marzo de 1985 tras ser detenido por la policía por saltarse una luz roja. En el automóvil tenía nueve onzas de cocaína, 344 gramos de metacualona, un set de química, una pistola, alrededor de 6,300 $ en efectivo. Pepitone negó que sabía algo sobre las drogas y las armas en el vehículo. Pasó cuatro meses en la cárcel de Rikers Island en 1988 por dos delitos menores de posesión de drogas.
En enero de 1992 a Pepitone le impusieron cargos menores de asalto en Kiamesha Lake (Nueva York) luego de que un policía dijo que le dispararon cuando Pepitone lo insultara. Pagó una multa de 75. $ En octubre de 1995 Pepitone fue arrestado y acusado por conducir borracho luego de perder el control de su automóvil en el Queens-Midtown Tunnel de Nueva York. La policía encontró a Pepitone ensangrentado, desorientado y tambaleándose cuando caminaba dentro del túnel. Las autoridades lo detuvieron por conducir borracho y negarse al examen de alcoholemia. Pepitone se declaró culpable.
Pepitone se casó tres veces, todos terminaron en divorcio. Tuvo cinco hijos.